# Haruya Fujii
Haruya Fujii (藤井 陽也 Fujii Haruya?), född 26 december 2000 i Aichi prefektur, är en japansk fotbollsspelare som spelar för Nagoya Grampus.

## Karriär
Fujii började sin karriär 2018 i Nagoya Grampus.